# Norton (logiciel)
 (janvier 2024).
La mise en forme du texte ne suit pas les recommandations de Wikipédia : il faut le « wikifier ».
Les points d'amélioration suivants sont les cas les plus fréquents. Le détail des points à revoir est peut-être précisé sur la page de discussion.
- Les titres sont pré-formatés par le logiciel. Ils ne sont ni en capitales, ni en gras.
- Le texte ne doit pas être écrit en capitales (les noms de famille non plus), ni en gras, ni en italique, ni en « petit »…
- Le gras n'est utilisé que pour surligner le titre de l'article dans l'introduction, une seule fois.
- L'italique est rarement utilisé : mots en langue étrangère, titres d'œuvres, noms de bateaux, etc.
- Les citations ne sont pas en italique mais en corps de texte normal. Elles sont entourées par des guillemets français : « et ».
- Les listes à puces sont à éviter, des paragraphes rédigés étant largement préférés. Les tableaux sont à réserver à la présentation de données structurées (résultats, etc.).
- Les appels de note de bas de page (petits chiffres en exposant, introduits par l'outil «  Source ») sont à placer entre la fin de phrase et le point final[comme ça].
- Les liens internes (vers d'autres articles de Wikipédia) sont à choisir avec parcimonie. Créez des liens vers des articles approfondissant le sujet. Les termes génériques sans rapport avec le sujet sont à éviter, ainsi que les répétitions de liens vers un même terme.
- Les liens externes sont à placer uniquement dans une section « Liens externes », à la fin de l'article. Ces liens sont à choisir avec parcimonie suivant les règles définies. Si un lien sert de source à l'article, son insertion dans le texte est à faire par les notes de bas de page.
- La présentation des références doit suivre les conventions bibliographiques. Il est recommandé d'utiliser les modèles {{Ouvrage}}, {{Chapitre}}, {{Article}}, {{Lien web}} et/ou {{Bibliographie}}. Le mode d'édition visuel peut mettre en forme automatiquement les références.
- Insérer une infobox (cadre d'informations à droite) n'est pas obligatoire pour parachever la mise en page.

Pour une aide détaillée, merci de consulter Aide:Wikification.
Si vous pensez que ces points ont été résolus, vous pouvez retirer ce bandeau et améliorer la mise en forme d'un autre article.
Pour les articles homonymes, voir Norton.
Norton, (anciennement Norton par Symantec), est une marque de Gen Digital (anciennement NortonLifeLock) basée à Tempe, en Arizona. Depuis son acquisition par Symantec Corporation en 1990, Norton propose une variété de produits et services liés à la sécurité numérique, à la protection de l'identité et à la confidentialité en ligne. 
En 2014, la société mère de Norton, Symantec, sépare son activité en deux unités : l'une axée sur la sécurité et l'autre sur la gestion de l'information. Norton est placé dans l'unité axée sur la sécurité. La société fournissait à l'origine un logiciel utilitaire pour DOS.

## Histoire
Peter Norton Computing, Inc. était une société de logiciels fondée par Peter Norton. Norton et sa société ont développé divers utilitaires DOS, notamment Norton Utilities, qui n'incluaient pas de fonctionnalités antivirus.
En 1990, la société est rachetée par Symantec et rebaptisée Peter Norton Consulting Group. Les utilitaires antivirus et de gestion de données grand public de Symantec sont toujours commercialisés sous le nom de Norton.
Début 1991, le groupe Norton de Symantec lance Norton AntiVirus 1.0 pour PC et ordinateurs compatibles. La société met à jour et diversifie sa gamme de produits jusqu'à finalement combiner ses offres en un seul produit intégré : Norton Security.
En 2019, la marque Norton 360 est réintroduite, remplaçant Norton Security et ajoutant des fonctionnalités de confidentialité, notamment un réseau privé virtuel (VPN) et des services de protection contre le vol d'identité, aux côtés de ses fonctionnalités antivirus traditionnelles.

## Produits et services
Les produits Norton sont principalement des outils de sécurité informatique pour les ordinateurs personnels, les serveurs et les appareils mobiles. Il est actuellement[Quand ?] compatible avec les PC fonctionnant sous Windows 10 et 11, MacOS, et depuis 2011, Android et iOS, et est disponible sous forme d'abonnement annuel,.
Dans les années 1990, Norton a fourni un logiciel permettant de vérifier la conformité des systèmes informatiques à l’an 2000.
Le produit principal de la société est Norton Security. Le logiciel est concédé sous licence aux particuliers, aux petites entreprises et aux entreprises. Les autres fonctionnalités incluses dans le produit sont un pare-feu personnel, un filtrage du spam par courrier électronique et une protection contre le phishing. Le programme a été lancé en septembre 2014, remplaçant Norton 360, Norton Internet Security et Norton AntiVirus. Un réseau Wi-Fi maillé est développé par Norton, destiné à protéger les ordinateurs du réseau contre les sites Web dangereux. Une version mobile du logiciel est également disponible.
Norton fournit également un logiciel de sauvegarde pour protéger les fichiers de ses utilisateurs. 25 Go de stockage en ligne sont fournis pour sauvegarder des photos et des documents importants à partir des appareils d'un utilisateur.
Un service de contrôle parental basé sur le cloud connu sous le nom de Norton Family Premier est développé par la société anciennement connue sous le nom de Norton Online Family. Le logiciel vise à « favoriser la communication » entre les parents et les activités en ligne de leurs enfants.
Norton Computer Tune Up est un programme qui aide les utilisateurs à augmenter les performances des anciens systèmes informatiques. Le programme utilise des services d'inspection et de réparation conçus pour restaurer la vitesse et les performances à la place d'un nouvel ordinateur ou d'un travail en atelier de réparation. Des techniciens certifiés Norton sont disponibles pour offrir une assistance en matière de réparation.

### Guides Norton (1985)
Développé et distribué par Peter Norton Computing. Les guides ont été rédigés par Warren Woodford pour les langages x86 Assembly Language, C, BASIC et Forth qui ont été mis à la disposition des utilisateurs via un programme de terminaison et de séjour intégré aux éditeurs de langage de programmation sur les ordinateurs de type IBM PC. Cela semble être le premier exemple d'un produit commercial dans lequel des informations de référence de programmation ont été intégrées dans l'environnement de développement logiciel.

## Considérations de sécurité
En janvier 2022, plusieurs utilisateurs ont mis en lumière un problème lié à un outil de crypto-minage inclus d'office dans la suite logicielle de sécurité Norton 360, quoique ne s'exécutant pas sans action de l'utilisateur. À la suite du reportage dans les médias, Norton a mis en avant la procédure de désinstallation du produit de son ordinateur.

## Prix
- 2022 – Norton 360 a reçu les prix de la meilleure protection (Windows), du meilleur produit de sécurité Android et du meilleur produit de sécurité MacOS par AV-TEST[15].
- En novembre 2023, Norton 360 Deluxe a conservé le prix PCMag Editors' Choice et la note « Excellent »[16].

## Voir également